# العلاقات البرازيلية الروسية
العلاقات البرازيلية الروسية هي العلاقات الثنائية التي تجمع بين البرازيل وروسيا.

## مقارنة بين البلدين
هذه مقارنة عامة ومرجعية للدولتين:
| وجه المقارنة                                              | البرازيل | روسيا                                   |
| --------------------------------------------------------- | --- | --------------------------------------- |
| المساحة (كم2)                                             | 8.52 مليون | 17.08 مليون                             |
| عدد السكان (نسمة)                                         | 202.66 مليون | 146.80 مليون                            |
| الكثافة السكانية (ن./كم²)                                 | 23.79 | 8.59                                    |
| العاصمة                                                   | برازيليا، ريو دي جانيرو | موسكو                                   |
| اللغة الرسمية                                             | برتغالية برازيلية، Brazilian Sign Language ‏ | اللغة الروسية                           |
| العملة                                                    | ريال برازيلي، كروزيرو ريال برازيلي ‏، كروزيرو البرازيلية (1990–1993)، البرازيلي كروزادو نوفو، كروزادو برازيلي، cruzeiro ‏، كروزيرو البرازيلية (1942–1967)، الريال البرازيلي (قديم) | روبل روسي                               |
| الناتج المحلي الإجمالي (بليون دولار)                      | 2.06 تريليون | 1.58 تريليون                            |
| الناتج المحلي الإجمالي (تعادل القوة الشرائية) بليون دولار | 3.22 تريليون | 3.69 تريليون                            |
| الناتج المحلي الإجمالي الاسمي للفرد دولار أمريكي          | 8.54 ألف | 9.09 ألف                                |
| الناتج المحلي الإجمالي للفرد دولار أمريكي                 | 15.89 ألف |                                         |
| مؤشر التنمية البشرية                                      | 0.754 | 0.798                                   |
| رمز المكالمات الدولي                                      | +55 | +7                                      |
| رمز الإنترنت                                              | .br | .ru، .рф، .рус ‏، .su                    |
| المنطقة الزمنية                                           | | Magadan Time ‏، ت ع م+02:00، ت ع م+12:00 |

## مدن متوأمة
في ما يلي قائمة باتفاقيات التوأمة بين مدن برازيلية وروسية:
- ترتبط ريو دي جانيرو مع سانت بطرسبرغ باتفاقية توأمة منذ 1969.
- ترتبط بورتو أليغري مع سانت بطرسبرغ باتفاقية توأمة منذ 1994.

## منظمات دولية مشتركة
يشترك البلدان في عضوية مجموعة من المنظمات الدولية، منها:
| علم المنظمة | اسم المنظمة                        | تاريخ انضمام البرازيل | تاريخ انضمام روسيا |
| ----------- | ---------------------------------- | --------------------- | ------------------ |
|             | مجموعة العشرين                     | ?                     | 26 سبتمبر 1999     |
|             | منظمة الشرطة الجنائية الدولية      | ?                     | 27 سبتمبر 1990     |
|             | مجلس الأمن التابع للأمم المتحدة    | 1946                  | 24 ديسمبر 1991     |
|             | الاتحاد البريدي العالمي            | ?                     | ?                  |
|             | منظمة التجارة العالمية             | ?                     | 22 أغسطس 2012      |
|             | الفريق المعني برصد الأرض           | ?                     | ?                  |
|             | مجموعة الموردين النوويين           | ?                     | ?                  |
|             | مؤسسة التنمية الدولية              | 15 مارس 1963          | 16 يونيو 1992      |
|             | مؤسسة التمويل الدولية              | 31 ديسمبر 1956        | 12 أبريل 1993      |
|             | منظمة حظر الأسلحة الكيميائية       | ?                     | ?                  |
|             | الأمم المتحدة                      | 24 أكتوبر 1945        | 24 أكتوبر 1945     |
|             | الاتحاد الدولي للاتصالات           | 4 يوليو 1877          | 1866               |
|             | البنك الدولي للإنشاء والتعمير      | 14 يناير 1946         | 16 يونيو 1992      |
|             | بريكس                              | ?                     | 16 يونيو 2009      |
|             | وكالة ضمان الاستثمار متعدد الأطراف | 7 يناير 1993          | 29 ديسمبر 1992     |
|             | نظام تحكم تكنولوجيا القذائف        | 1995                  | 1995               |
|             | يونسكو                             | 4 نوفمبر 1946         | 21 أبريل 1954      |

## أعلام
هذه قائمة لبعض الشخصيات التي تربطها علاقات بالبلدين:
- أريسلينيس دا سيلفا (لاعب كرة قدم برازيلي، 11 ديسمبر 1985 – )
- أنجيلكا (ممثلة برازيلية، 30 نوفمبر 1973[23] – )
- إيمرسون فيتيبالدي (12 ديسمبر 1946 – )
- غويليرمي ماريناتو (لاعب كرة قدم برازيلي، 12 ديسمبر 1985[24] – )
- ماريو فيرنانديز (لاعب كرة قدم برازيلي، 19 سبتمبر 1990[25] – )

## وصلات خارجية
- موقع وزارة الخارجية البرازيلية
- موقع وزارة الخارجية الروسية